# Richard Wüerst
Richard Ferdinand Wüerst (* 22. Februar 1824 in Berlin; † 9. Oktober 1881 ebenda) war ein deutscher Musikpädagoge, Komponist und Musikkritiker.

## Leben
Ausgebildet bei Karl Friedrich Rungenhagen in Berlin, Felix Mendelssohn Bartholdy (Komposition) und Ferdinand David (Violine) in Leipzig, ließ er sich nach einer Studienreise in den Jahren 1845 bis 1846 über Frankfurt am Main, Brüssel und Paris wieder in seiner Heimatstadt nieder. 1850 nahm er Gesangsunterricht bei Gustav Wilhelm Teschner, bereits in Paris hatte er sich mit Gesangsstudien befasst. 1851 wurde seine Sinfonie F-Dur op. 21 bei einem Kompositionswettbewerb der Kölner Musikalischen Gesellschaft der 1. Preis zuerkannt.
In Berlin wirkte er ab 1856 als königlicher Musikdirektor, wurde 1874 zum Professor ernannt und 1877 Mitglied der Akademie der Künste. Ferner unterrichtete er Komposition am Kullak’schen Konservatorium und redigierte 1874 bis 1875 die Neue Berliner Musikzeitung. Neben sieben Opern, drei Symphonien und einem Violinkonzert verfasste er das Buch Die Elementartheorie der Musik und die Lehre von den Accorden, das 1867 erschien. Wüerst war auch Musikkritiker für das Berliner Fremdenblatt.

## Familie
Richard Wüerst war mit der Konzertsängerin Franziska, geb. Weimann, verheiratet. Aus dieser Ehe gingen zwei Kinder hervor.

## Werke

### Musiktheorie
- Die Elementartheorie der Musik und die Lehre von den Accorden. Ein Lehrbuch für Musiker u. Musikfreunde. Bote & Bock, Berlin 1867. (eingeschränkte Vorschau in der Google-Buchsuche)

### Kompositionen (Auswahl)

#### Opern
- Der Rothmantel, Romantisch komische Oper in drei Akten (Libretto: Richard Wüerst). Druckerei Decker, Berlin 1848
- Vineta, oder Am Meeresstrand, Große romantische Oper in drei Akten, nach einer Volkssage von Friedrich Gerstäcker, (Libretto: Richard Wüerst), op. 40. Verlag Bote & Bock, 1863.
- Der Stern von Turan, Große Oper in vier Akten, nach einer Dichtung von Paul Heyse (Libretto: Ernst Wichert), op 45. Verlag Bote & Bock, Berlin 1865.
- Die Gastspielreise, Dramatisch-musikalischer Scherz in einem Akt (Libretto: Adolf von Winterfeld). Verlag Bote & Bock, Berlin 1868.
- Faublas, komische Oper in drei Akten, nach Jean Baptiste Louvet de Couvray (Libretto: Ernst Wichert), op. 61. Verlag Bote & Bock, Berlin 1872.
- Die Offiziere der Kaiserin, Oper in vier Akten (Libretto: Ernst Wichert). Berlin 1878.
- A-ing-fo-hi, komische Oper in drei Akten, nach einer Novelle von Anton Giulio Barrili (Libretto: Ernst Wichert), op. 65. Verlag Bote & Bock, Berlin 1875.

#### Sinfonien
- Sinfonie in F-Dur mit dem Motto „Geh’ hin, mein Kind und brich die gold’ne Frucht“, op. 21. Verlag Heinrichshofen, Magdeburg 1852.
- Sinfonie in C-Moll für Orchester, op. 38. Verlag Trautwein, Berlin 1862.
- Sinfonie in D-Moll für großes Orchester, op. 54. Verlag Bote & Bock, Berlin 1869.

#### Cantate
- Der Wasserneck, Lyrische Cantate für Chor, Solo und Orchester, nach einem Gedicht von Julius Mosen, op. 50. Verlag Bahn, Berlin 1857.

#### Sonstige Kompositionen
- Zwei Romanzen für die Violine mit Begleitung des Pianoforte, op. 13. Verlag Friedrich Hoffmeister, Leipzig 1840. Herrn Dr. Theodor Kullak freundschaftlich zugeeignet.
- Tanz der Mücken, Fliegen und Käfer, Scherzo für Orchester, op. 87. Verlag Ries & Erler, Berlin 1882.[3]